# Senna pallida
Senna pallida är en ärtväxtart som först beskrevs av Vahl, och fick sitt nu gällande namn av Howard Samuel Irwin och Rupert Charles Barneby. Senna pallida ingår i släktet sennor, och familjen ärtväxter.

## Underarter
Arten delas in i följande underarter:
- S. p. bahamensis
- S. p. brachyrrhachis
- S. p. cordillerae
- S. p. delgadoana
- S. p. foliolosa
- S. p. gaumeri
- S. p. geminiflora
- S. p. goldmaniana
- S. p. isthmica
- S. p. lemniscata
- S. p. longirostrata
- S. p. macdougalliana
- S. p. nemorosa
- S. p. pallida
- S. p. palmeri
- S. p. quiedondilla
- S. p. shreveana
- S. p. trichocraspedon
- S. p. triquetripes
- S. p. tuerckheimiana

## Bildgalleri

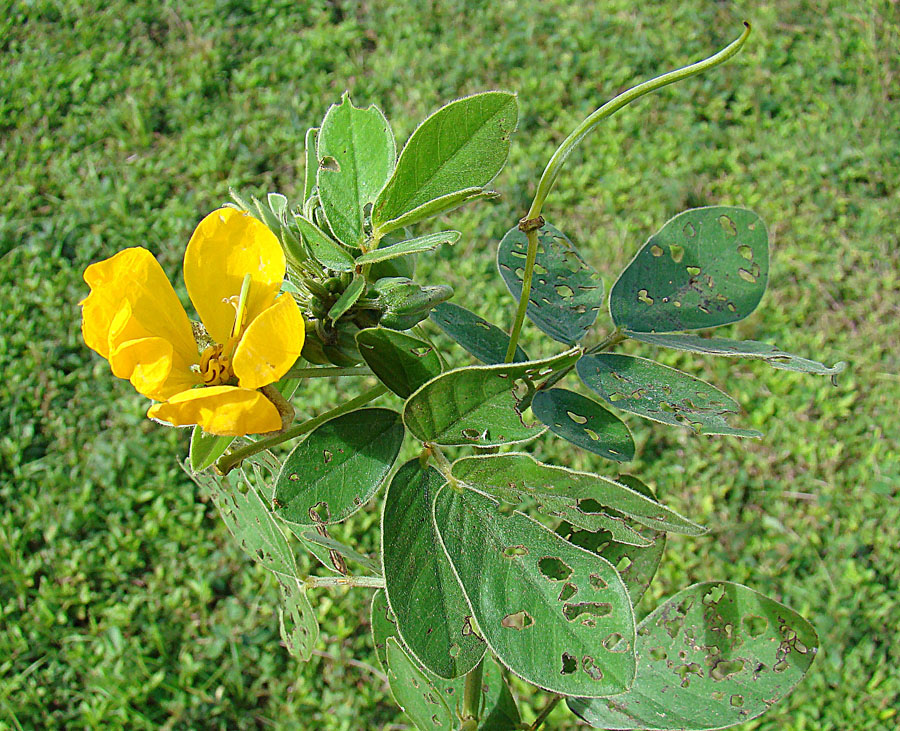